# Université basque d'été
 (janvier 2023).
L'université basque d'été (en basque et officiellement : Udako Euskal Unibertsitatea, UEU) est une institution universitaire crée en 1973, qui offre des cours universitaires en collaboration avec l'université du Pays basque, l'université de Mondragón, l'université publique de Navarre et l'université de Pau et des pays de l'Adour. Il s'agit d'un organisme engagé dans la promotion de la langue basque au sein de la communauté scientifique et universitaire[source insuffisante].
Le siège principal de la UEU est situé dans le palais de Markeskua (Eibar). Bien que son nom soit université basque d'été (Udako Euskal Unibertsitatea, UEU), celle-ci propose des cours universitaires tout au long de l'année, et non pas seulement en été. 
Son statut actuel[Quand ?] est celui d'une organisation à but non lucratif. En 1990 elle a été reconnue comme établissement d'utilité publique en considération des multiples services pédagogiques et culturels qu'elle propose en termes de promotion de l'intérêt général dans le champ de la recherche, de l'apprentissage et de la vulgarisation, principalement à un niveau universitaire. 
En 2018, le secrétariat de l'UEU comptait 20 personnes, réparties dans les différents sièges à Bilbao, Bayonne, Eibar et Pampelune.

## Histoire

### Contexte
Après avoir examiné la régression historique continue de l'environnement géographique où l'euskara était parlé, Wilhelm von Humboldt prédit en 1809 que cette langue pourrait disparaître en moins d'un siècle de la liste des langues vivantes.
Les processus sociaux, économiques, politiques et culturels déclenchés par l'industrialisation et le libéralisme au XIXe siècle ont entraîné un déclin encore plus marqué de l'euskara. En fait, il suffit de dire que l'euskara est resté en marge de l'école, où même son utilisation a été interdite.
Parmi les initiatives qui sont apparues au XXe siècle pour faire face au risque de disparition de l'euskara, on peut citer la création de la Société d'études basques et de l'Académie de la langue basque (Euskaltzaindia) en 1919 et la création des ikastolas (écoles en euskara), initialement dans les années 1930, puis dans les années 1960.
L'euskera, qui a 7 dialectes principaux, n'avait pas de modèle d'écriture standard jusqu'en 1968, quand Euskaltzaindia a jeté les bases du basque unifié (euskara batua). Historiquement, sauf exceptions spécifiques et brèves, il n'y avait jusqu'alors jamais eu de formation en euskara au niveau universitaire et en 1972, il était encore impossible d'étudier un diplôme universitaire ou même une matière en euskara.

### Création de l'UEU en 1973
Dans ce contexte, l'histoire de l'UEU a commencé lors des Semaines basques organisées à Bayonne dans les années 1970-1972 ; voyant le succès de ces journées et le discours du mathématicien Carlos Santamaría Ansa sur la nécessité de créer une Université Basque, les associations Euskaldunen Biltzarra, Ikas et Fededunak ont décidé d'organiser en 1973 avec l'appui d'Euskaltzaindia des stages d'été. Des initiatives similaires qui existaient déjà pour le catalan et l'occitan ont servi d'antécédents et de références ; par exemple, l'Universitat Catalana d'Estiu était en activité depuis 1968.
Les deux premières éditions de l'UEU (1973 et 1974) ont eu lieu à Saint-Jean-de-Luz et les deux suivantes (1975 et 1976) à Ustaritz.

### Cours d'été à Pampelune (1977-1999)
En 1977, les cours d'été de l'UEU se sont déplacés à Pampelune, devenant année après année le point de rencontre qui a permis la formation des enseignants et la création de matériels qui ont été intégrés dans l'offre de nouvelles matières des universités officielles. Au fil des ans, elle a offert entre 40 et 50 cours d'été à Pampelune chaque année. Par exemple, en 1995, elle a offert 45 cours répartis dans 26 départements ; au total, 750 heures d'enseignement ont été dispensées, en classes, en pratiques, en séminaires et en sorties, avec plus de 650 participants. Chaque année, il publie en moyenne 10 livres. Le nombre d'enseignants et d'étudiants qui ont travaillé en euskara au niveau universitaire cette année-là ne dépasserait pas 4 000 personnes, dont plus de 650 ont participé à l'UEU, preuve du succès et de la contribution de ces cours, malgré les ressources économiques limitées dont elle dispose.

### Situationactuelle[évasif]
Depuis 1999, ces cours de niveau universitaire ont commencé à se développer non seulement en été et à Pampelune, mais aussi tout au long de l'année et dans de nombreux endroits. Après presque 50 ans, grâce à ce processus social promu et mené par l'UEU, il a été possible de prendre des mesures significatives pour l'inclusion de l'euskara dans l'université. Par exemple, en 2019, presque tous les diplômes universitaires peuvent également être étudiés en personne dans l'une des universités du Pays basque ; plus de 400 livres ont été publiés en basque sur 27 disciplines universitaires ; des congrès sont régulièrement organisés en basque pour les professionnels et les universitaires.... L'UEU collabore et offre des cours universitaires avec les autres universités du Pays basque : l'Université du Pays basque, l'Université de Pau et des Pays de l'Adur, l'Université de Mondragón, l'Université de Deusto, l'Université Publique de Navarre....
L'UEU a actuellement son siège dans le palais de Markeskua (Eibar) et compte 1 200 membres. L'UEU organise des formations de niveau universitaire en basque sous différentes formes : cours de troisième cycle, cours spécialisés, séminaires, congrès professionnels (par exemple, congrès d'informatique, Informatikari Euskaldunen Bilkurak), formations destinées aux enseignants et aux professionnels, cours d'été et projets de recherche liés à ce qui précède (master...) ; elle propose également des études supérieures.
L'UEU propose des études dans la Communauté Autonome Basque, en Navarre et au Pays basque français, l'objectif de l'UEU étant de promouvoir  une université basque de qualité sur tout le territoire de l'Euskal Herria. Selon cette approche, la réalisation d'une université qui fonctionne en euskara serait un élément fondamental pour que la prévision faite par Humboldt ne se réalise pas et pour que l'euskara reste longtemps sur la liste des langues vivantes. En outre, l'expérience acquise avec l'euskara pourrait servir de référence pour la préservation d'autres langues minoritaires.
Les recteurs de l'UEU ont été les suivants : Manex Goihenetxe (1973-1976), Martin Orbe (1976-1983), Baleren Bakaikoa (1983-1987), Inaki Irazabalbeitia (1987-1991), Kepa Altonaga (1991-1996), Mikel Aizpuru (1996-2000), Xabier Isasi (2000-2004), Aitzpea Leizaola (2004-2005), Lore Erriondo (2005-2010), Karmele Artetxe (2010-2014), Iñaki Alegria (2014-2018) et Kepa Sarasola (2018-).

## Publications
L'UEU a publié son premier livre en 1977 et après en a publié 419. Dans le domaine de l'édition des livres, l'UEU poursuit depuis sa création deux objectifs : créer une infrastructure bibliographique, d'une part, et établir une terminologie et une syntaxe basques au niveau universitaire. La version électronique de la plupart des plus de 400 livres publiés par l'UEU est accessible au public dans sa bibliothèque numérique Buruxkak. 

Outre des livres elle aussi publie des revues de caractère académique. En 2018 ils étaient quatre les revues : Uztaro, sur sciences sociales et créée en 1990; Aldiri, Arkitektura eta abar, sur architecture et créée en 2009; Osagaiz, sur des sciences de la santé et créée en 2017; et enfin Kondaira, revue sur histoire créée en 2003. 

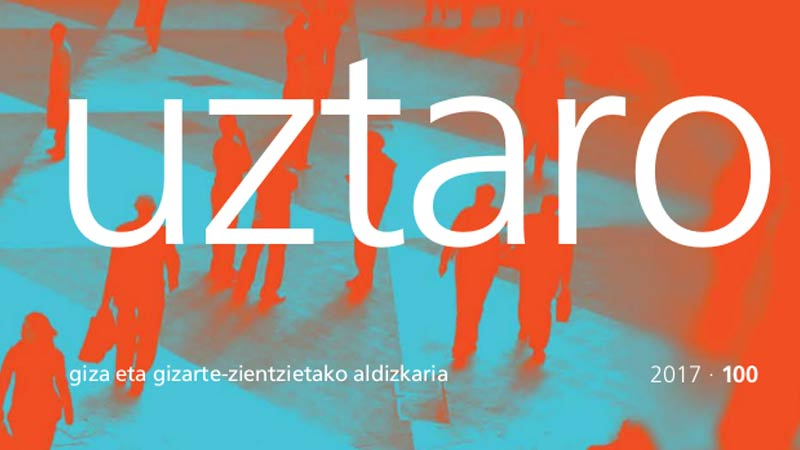
Revue Uztaro
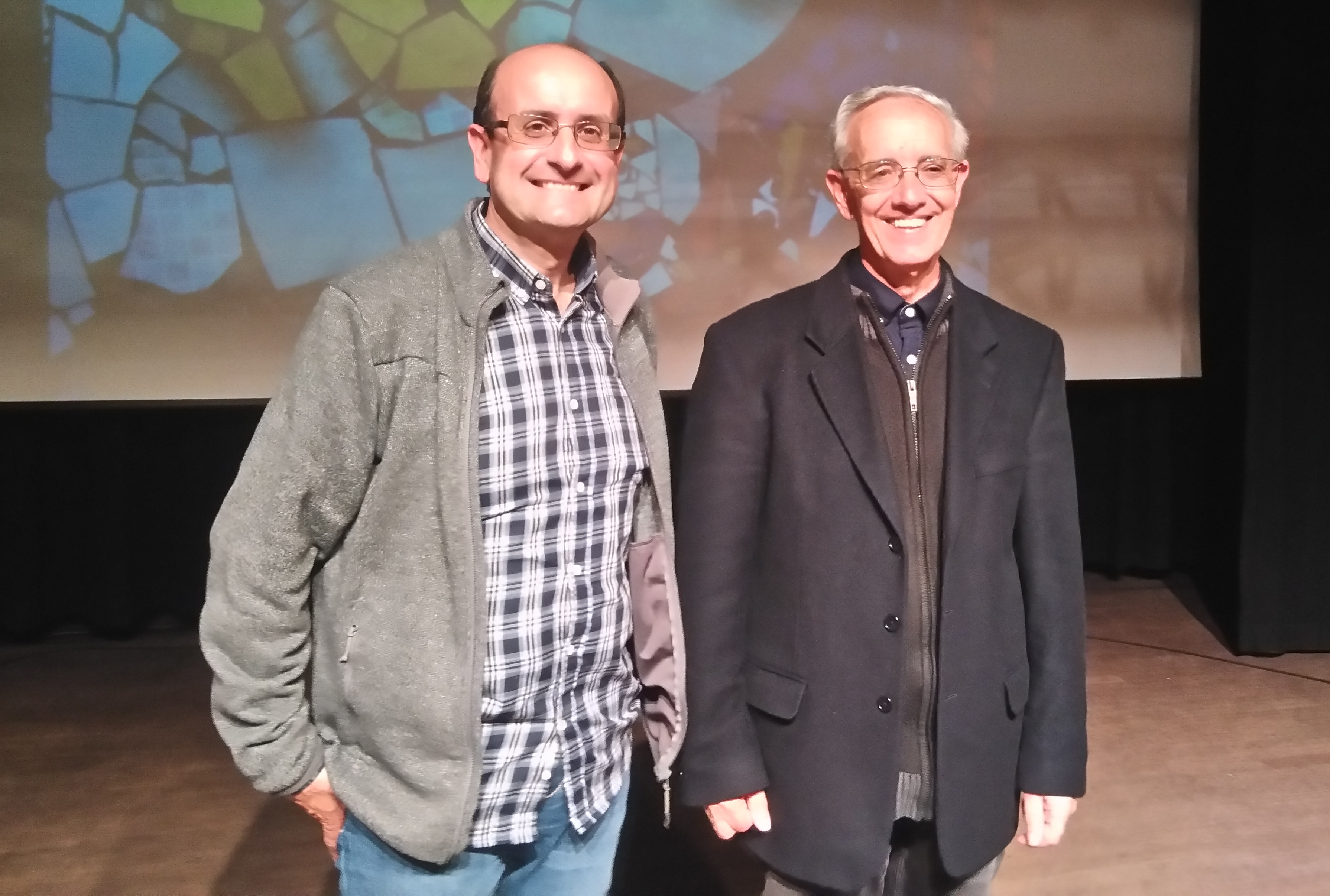
Directeurs de la revue Uztaro : Gidor Bilbao et Jokin Apalategi
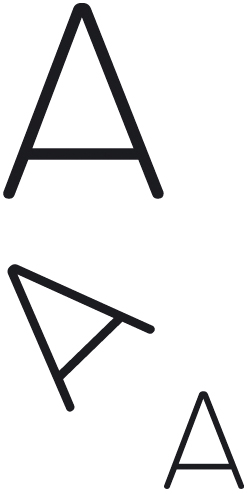
Logo de la revue Aldiri

## Titres propres et postgrades
Depuis 2001 et en collaboration avec l'université du Pays basque, l'UEU a enseigné 14 diplômes propres et de troisième cycle, desquels plus de 240 diplômés ont quitté. En 2018, deux ont été enseignés; l'une sur la traduction et la technologie et l'autre sur l'utilisation des nouvelles technologies dans l'éducation. 

## Cours de formation
Depuis 1973, l'UEU a dispensé plus de 1 800 cours de formation au niveau universitaire[source insuffisante]. En 2003, les cours en ligne ont commencé à être enseignés. En 2013, le premier cours MOOC a eu lieu (Introduction à la programmation Android / Android programazioaren hastapenak). Les cours ont toujours été organisés à partir des sections thématiques de l'UEU, à savoir: anthropologie,	théâtre, architecture, arte, bértsolarisme, économie,	philosophie, physique, glotodidactics, histoire, linguistique,	informatique, traduction, journalisme, chimie, climatologie et	météorologie, littérature, mathématiques, musique, sciences	naturelles, sciences de la santé, pédagogie, psychologie, sexologie, sociolinguistique, sociologie et droi. 

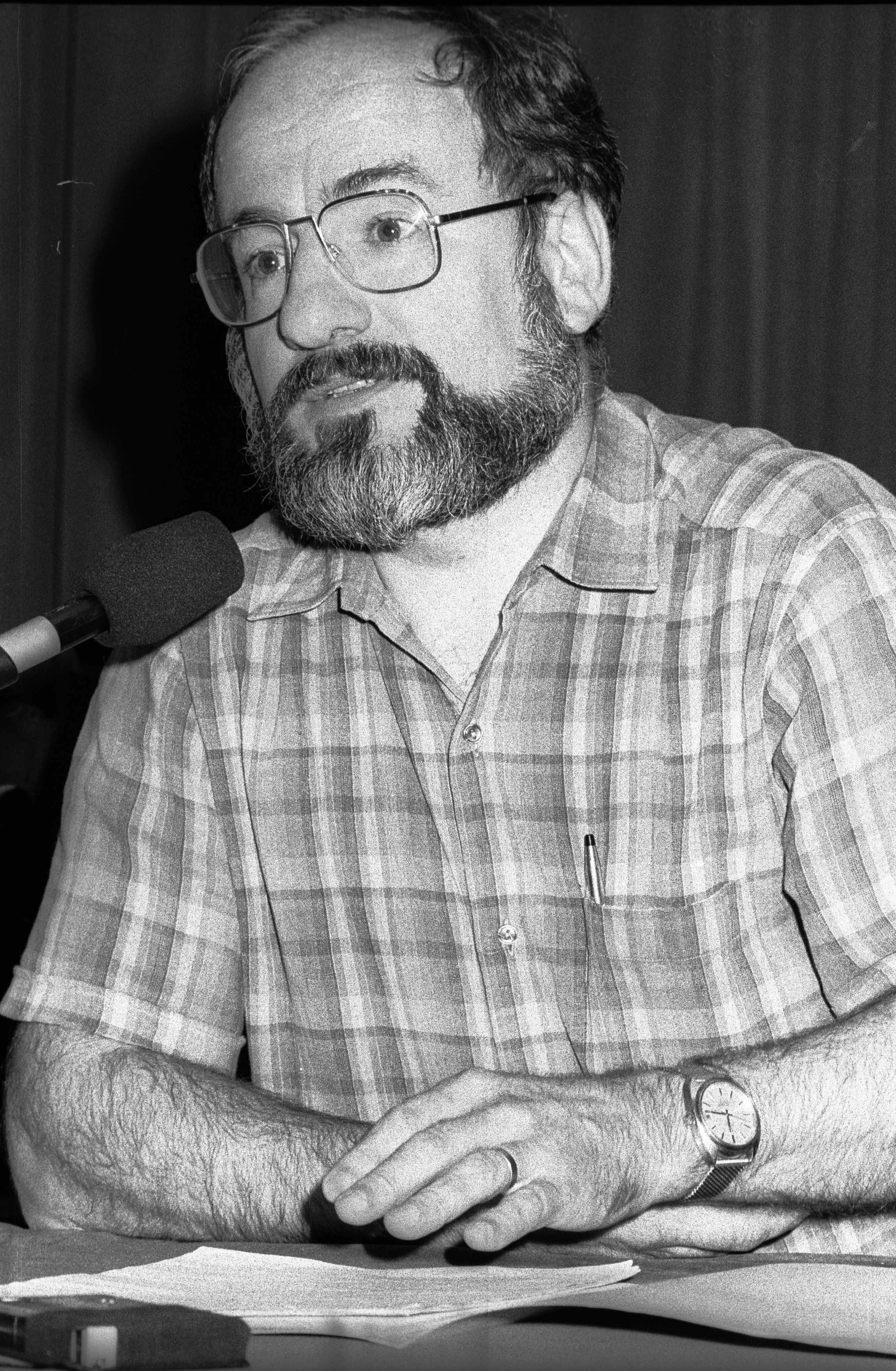
L'informaticien Kaudio Harluxet (1984)
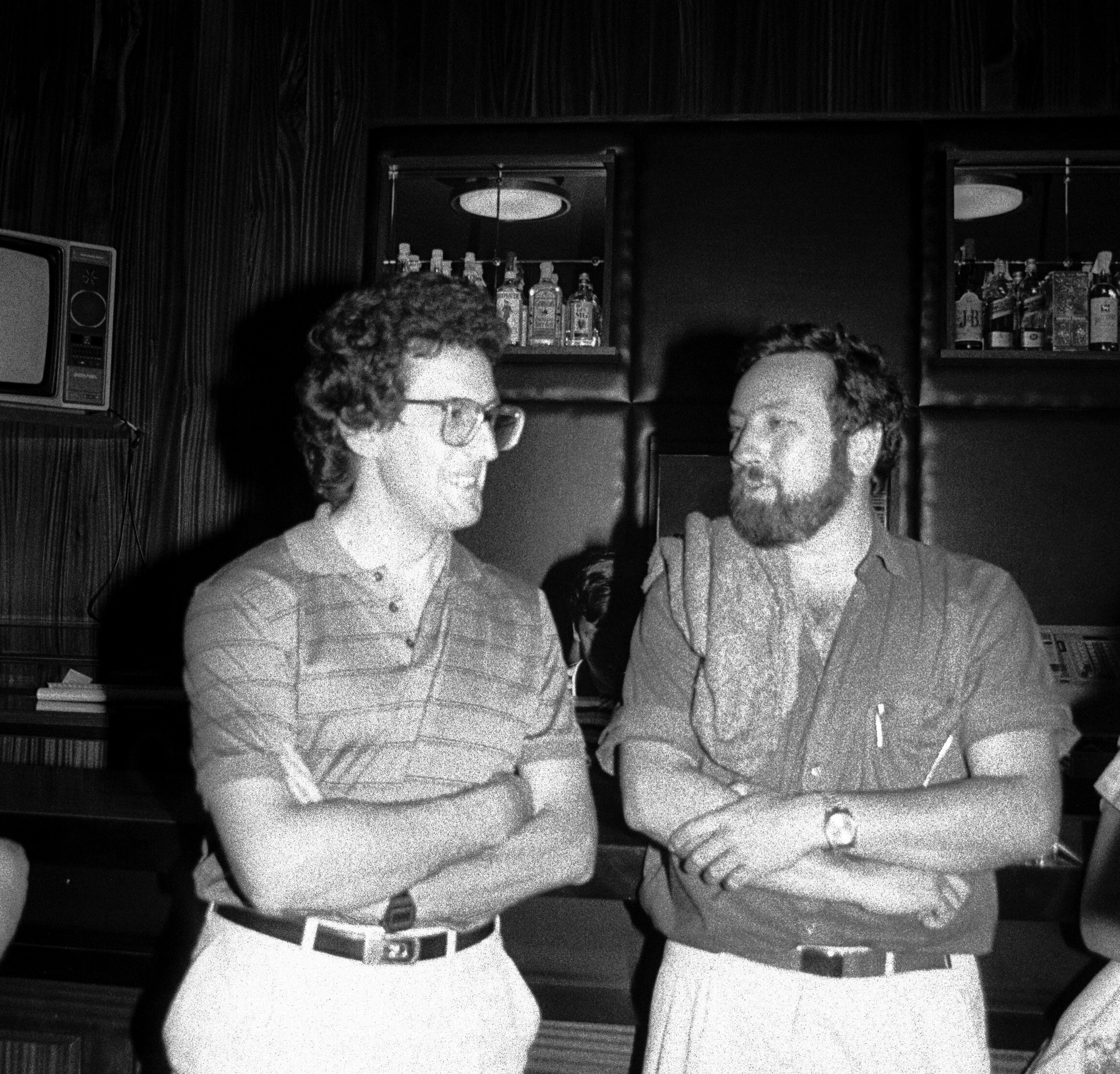
Le physicien Etxenike et le chimiste Bandrés (1983 1983
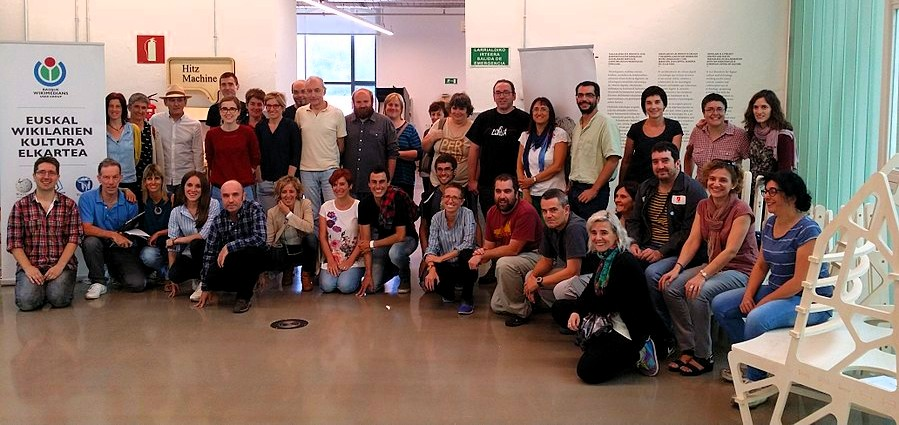
Cours sur Wikidata en 2017

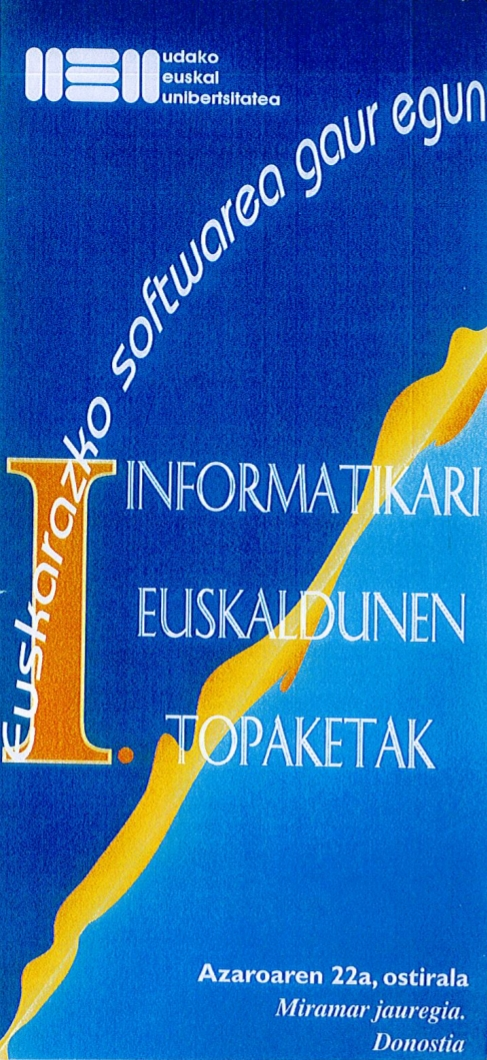
Congrès d'informatique 1996
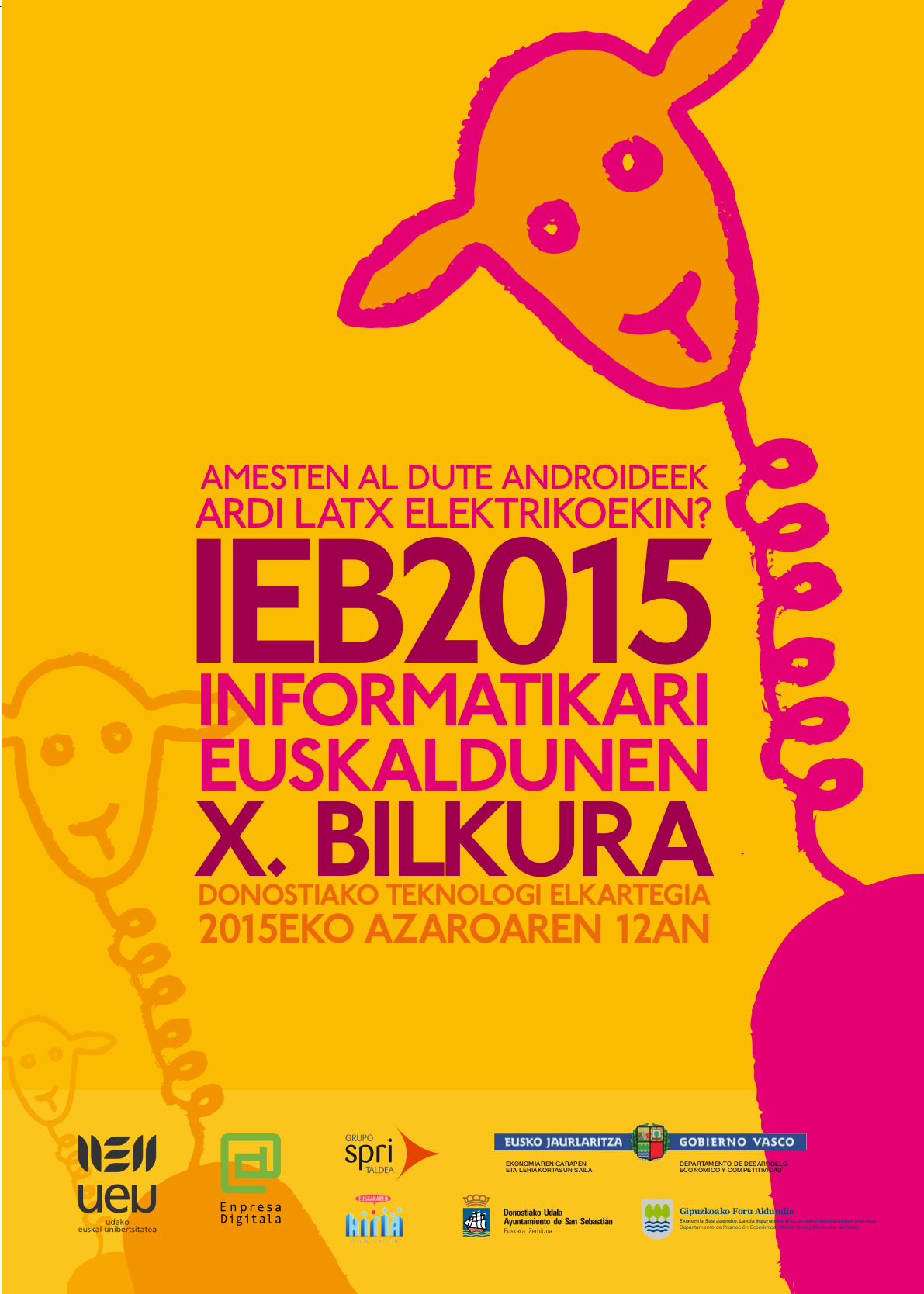
Congrès d'informatique 2015 sur robotika
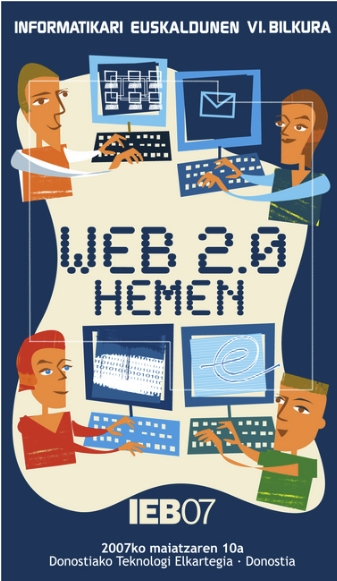
Congrès d'informatique 2007 sur Web 2.0
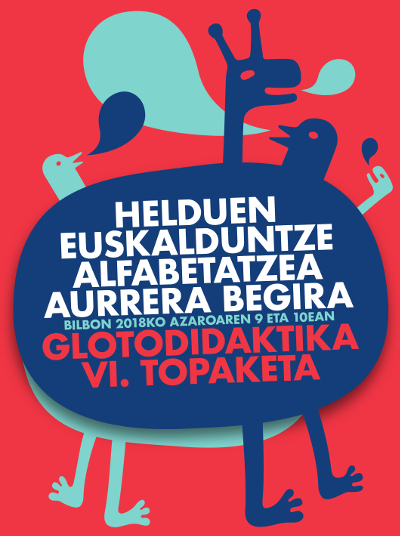
Congrès de Glotodidaktique 2018
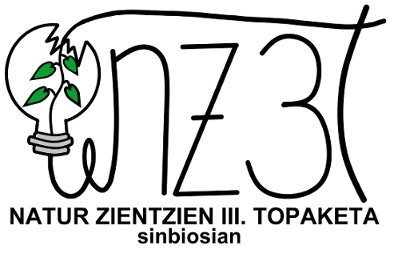
Rencontres de Sciences Naturelles, 2018
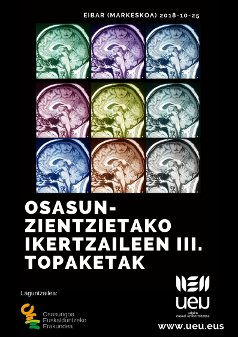
Rencontres de Sciences de la Santé, 2018

## Communauté de recherche pour les jeunes
L'UEU encourage depuis 2012 la création d'une communauté de jeunes chercheurs afin de promouvoir les connaissances et les échanges multidisciplinaires. Les suibvants ci sont trois de ses activités les plus pertinentes: 

### Congrès d'Ikergazte
Ce congrès est organisé tous les deux ans depuis 2015. Il est devenu un rendez-vous bi-annuel dans le paysage de la recherche basque, notamment parmi les scientifiques bascophones, car les journées se déroulent en basque. Il a toujours rassemblé plus de 150 participants et présenté plus de 100 articles. En collaboration avec le laboratoire IKER (UMR5478), a organisé l'édition 2019 de Ikergazte à Bayonne, grâce à la collaboration de l'UPPA, sur le campus universitaire de la Nive[source secondaire souhaitée]. Cette troisième édition (2015, Durango et 2017, Pampelune) a eu lieu du 27 au 29 mai 2019.

### Concours Txiotesia
Avec le même objectif d'améliorer la connaissance réciproque des connaissances organise ce concours tous les deux ans. Les participants décrivent leur travail de thèse de doctorat en seulement 6 tweets. 

## Prix et distinctions
En 2014, l'UEU a reçu le prix de sensibilisation scientifique CAF-Elhuyar, décerné par la Fondation Elhuyar pour les mérites accumulés dans la socialisation de la science et de la technologie[réf. nécessaire]. 